# Al-Hasan ibn Ahmad ibn Abi Khinzir
Al-Hasan ibn Ahmad ibn Abi Khinzir, pseudonimo di Ḥasan ibn Aḥmad ibn ʿAlī ibn Kulayb (in arabo الحسن بن أحمد بن أبي خنزير‎?) (fl. X secolo), è stato un comandante militare fatimide e il primo governatore fatimide di Kairouan e della Sicilia.

## Vita
Al-Hasan ibn Ahmad ibn Abi Khinzir era un arabo della città di Mila. Si unì alla da'wa ismailita guidata da Abu Abdallah al-Shi'i. Quando Abu Abdallah rovesciò la dinastia aghlabide dell'Ifriqiya nel marzo 909 e stabilì il califfato fatimide, Ibn Abi Khinzir fu scelto come governatore (amil) di Kairouan, la capitale dell'Ifriqiya. Kairouan era popolata da arabi e la nomina di Abi Ibn Khinzir ovviò alla necessità di nominare un berbero di Kutama al suo posto: un rozzo membro di una tribù berbera sarebbe stato inaccettabile per gli arabi di Kairouan, mentre i kutama a loro volta chiesero con veemenza di poter saccheggiare la città. Il fratello di Hasan, Khalaf, divenne allo stesso tempo governatore dell'ex centro amministrativo aghlabide di al-Qasr al-Qadim. La loro nomina fu confermata dal nuovo califfo fatimide, al-Mahdi Billah, quando assunse le redini del potere all'inizio del 910. Come governatore, Ibn Abi Khinzir contribuì a imporre i rituali sciiti a Kairouan, attirando la profonda inimicizia dei giuristi sunniti malikiti.
Subito dopo, al-Mahdi nominò Ibn Abi Khinzir come suo primo governatore in Sicilia che gli Aghlabidi avevano in gran parte conquistato dall'Impero bizantino. Era accompagnato da suo fratello Ali e dal nuovo capo qadi dell'isola, Ishaq ibn Abi Minhal, nonché da un nuovo funzionario, il sahib al-khums, (il signore del quinto) che fu inviato a raccogliere un quinto del reddito secondo le tradizioni giuridiche sciite, al quale la casta guerriera siciliana arabo-berbera sunnita e dalla mentalità fieramente indipendente si oppose con veemenza. Il nuovo governatore arrivò a Mazara il 20 agosto 910 e si diresse verso la capitale dell'isola, Palermo, lasciando il fratello ad Agrigento, tenuta da una forte guarnigione berbera. Nell'estate del 911, Ibn Abi Khinzir guidò l'ordinaria campagna di incursioni annuali contro le rimanenti roccaforti bizantine nel nord-est (la Val Demone). Fece diversi prigionieri e devastò i campi, ma non conquistò alcun forte. Il governatore divenne ben presto impopolare tra i siciliani, probabilmente a causa delle pesanti tasse, e questi si ribellarono, lo imprigionarono e chiesero la sua sostituzione. Ciò fu concesso, e il sahib al-khum governò la Sicilia fino all'arrivo del nuovo governatore, l'anziano Ali ibn Umar al-Balawi, nell'agosto del 912. La sosituzione, tuttavia, non calmò la situazione: all'inizio del 913, il sahib al-khums fu assassinato, il fratello di Ibn Abi Khinzar fu cacciato da Agrigento e al-Balawi venne deposto. Dal 913 al 916 la Sicilia fu in rivolta contro i Fatimidi, durante il governo di Ahmad ibn Qurhub.
Al suo ritorno, riprese la sua posizione a Kairouan. Le tensioni tra i kutama e gli abitanti di Kairouan rimasero irrisolte, poiché i kutama consideravano come loro diritto inalienabile, acquisito nella guerra santa, il saccheggio della città. Il 10 aprile 912 scoppiò in città un pogrom anti-kutama, a partire da uno scontro sulla piazza del mercato tra il prepotente kutama e i mercanti locali. La popolazione si mobilitò e uccise ogni kutama che riusciva a trovare all'interno delle mura della città; è stato affermato che furono uccisi oltre 700 kutama. Incapace di fermare ciò, Ibn Abi Khinzir riuscì a calmare la situazione e rimosse rapidamente i cadaveri gettandoli nella canalizzazione. Poiché nessuno poteva essere ritenuto responsabile di questo atto, il califfo al-Mahdi dovette accontentarsi delle scuse formali da parte dei notabili della città e di una multa pecuniaria. Questo evento non fece altro che aumentare lo scontento dei kutama nei confronti del regime fatimide che avevano contribuito a stabilire e portò alla fallita ribellione sotto l'anti-mahdi Kadu ibn Mu'arik al-Mawati.
Nel luglio 914, la flotta siciliana, comandata dal figlio minore di Ibn Qurhub, Muhammad, fece un'incursione nelle coste dell'Ifriqiya. A Leptis Minor, il 18 luglio i siciliani colsero di sorpresa uno squadrone navale fatimide: la flotta fatimide fu data alle fiamme e in 600 furono imprigionati. Tra i prigionieri c'era Ibn Abi Khinzir, che fu giustiziato. Nel luglio 916, quando Ibn Qurhub e i suoi seguaci furono deposti e consegnati ad al-Mahdi, furono legati sulla tomba di Ibn Abi Khinzir, mutilati e crocifissi pubblicamente.